# Malick Koly

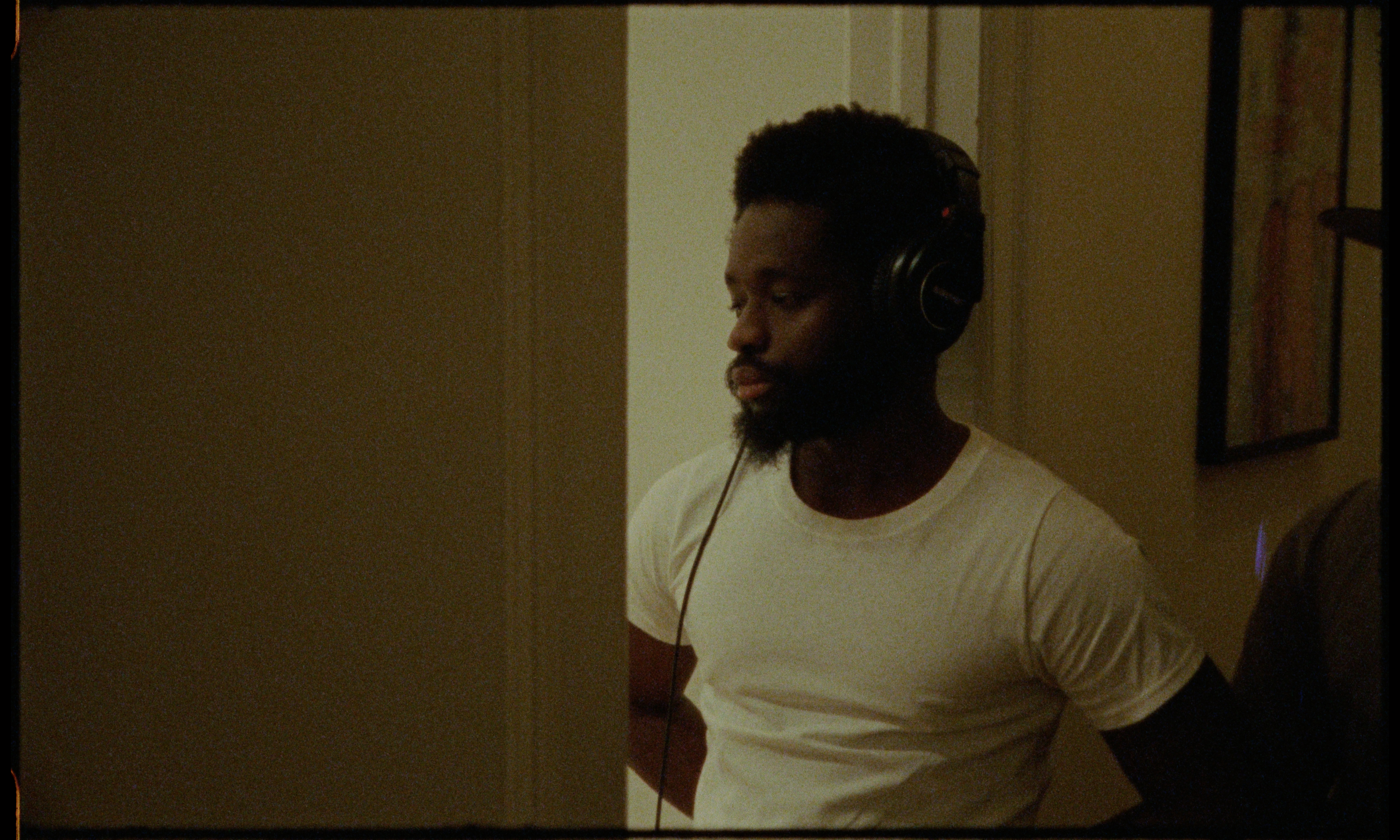
Malick Koly in the studio

Malick Koly, né le 28 mars 1998 à Abidjan, est un batteur, compositeur et interprète ivoirien surtout connu pour ses œuvres aux côtés du quintet de Wallace Roney,.

## Biographie
Koly a grandi entre trois continents différents, l'Afrique, l'Europe et l'Amérique du Nord. Il est né à Abidjan et est d'origine  Guinéenne et  Malienne. Il a commencé à étudier la musique dès son plus jeune âge grâce à sa mère la chanteuse malienne Awa Sangho et son père Souleymane Koly, impresario et dramaturge fondateur de l'Ensemble Koteba d'Abidjan. 

## Discographie

### En tant que sideman
- Jazz Traficantes du groupe Le Deal, sortie sur le label Favorite Recordings en 2020[3]
- WAF par Les Go de Kotéba, sorti en 2008[4]
- Ala Ta de Awa Sangho, sorti en 2014, Motéma Music[5]